# Nacionalismo chileno

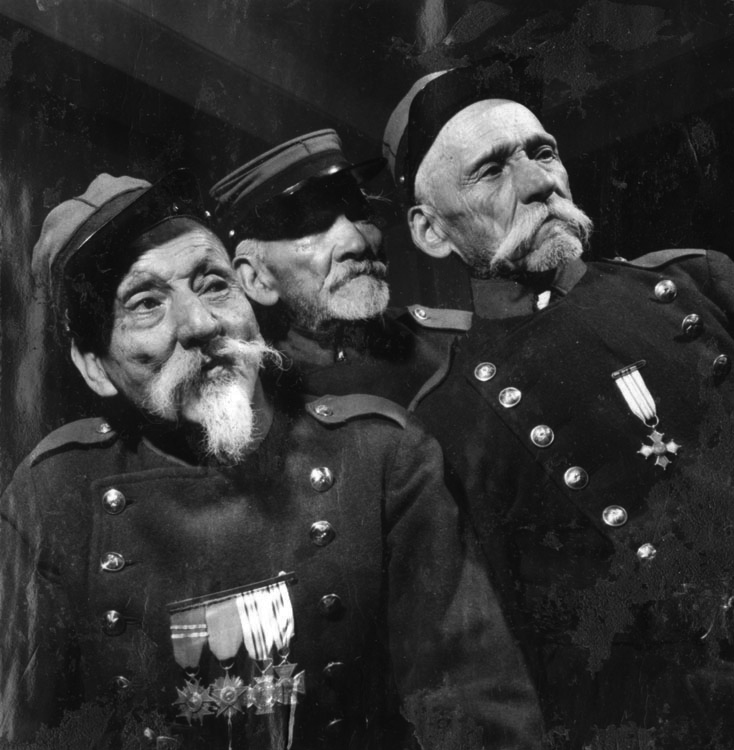
Veteranos de la guerra del Pacífico en 1943. Para el sociólogo Hernán Larraín, este episodio robustece la idea de una identidad racial chilena basada en cualidades bélicas.

El nacionalismo chileno es una escuela de pensamiento político cuyo origen se sitúa entre los años 1904 y 1914 con el auge de los ensayistas del centenario, el nacimiento del Partido Nacionalista y la reactivación del discurso político autoritario del ministro Diego Portales. Con matices propios de cada generación, los elementos comunes que ha dado forma a esta teoría política se han resumido como la idea de nación chilena como una comunidad u organismo con personalidad propia (ver: nacionalismo étnico), la defensa del comunitarismo, el iberoamericanismo, y un fuerte antiliberalismo, anticomunismo y antiimperialismo.

## Trayectoria intelectual y principales ideas

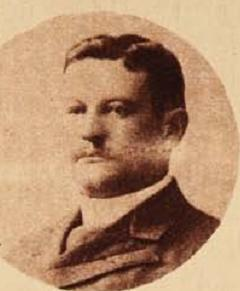
Nicolás Palacios, autor del libro Raza chilena (1904).

Las ideas nacionalistas chilenas nacen en el contexto de la profunda crisis política y económica chilena de comienzos de siglo XX, cuando un grupo de intelectuales intentó dar salida al proceso apelando principalmente a políticas que giraban en torno al desarrollismo industrial, el autoritarismo político, la identidad racial-nacional, el proteccionismo económico y la fuerte al crítica las liberalismo político y económico.
Según algunos autores, el primer teórico formal del nacionalismo chileno fue el médico y veterano de guerra Nicolás Palacios, quien publicó su famosa obra Raza chilena en 1904, en la que postulaba la superioridad racial del chileno dado su mestizaje entre «visigodos guerreros» y «recios araucanos». Palacios fue, según el historiador Erwin Robertson, un teórico de un "racismo convicto y confeso", además de espectador de las desigualdades sociales de la época, "testigo preferente de la Matanza de la Escuela Santa María de Iquique" y " el defensor del roto chileno frente a una oligarquía que él estimaba fruto de una selección social negativa". Este libro contiene tres premisas principales: 1) que el mestizaje chileno había dado lugar a un tipo racial permanente y definido, compuesto tanto por el araucano, un indígena americano particularmente apto para la guerra y la hostilidad del clima; como por conquistadores españoles de sangre germánica, cuyas aptitudes guerreras también fueron destacadas por el autor. 2) Que el territorio chileno, contrario a los informes que se entregaban, era mayoritariamente inaprovechable dada su cantidad de terrenos estériles, por lo que las políticas migratorias debían ser aun más selectivas y evitar el ingreso de "raza latinas", para así favorecer el ingresos de alemanes y otras etnias de tipo "nórdico". 3) Por último, postuló que mucho de la crisis que enfrentaban tenía relación con la pobre imagen que el pueblo tenía de sí mismo, cuestión acentuada por la "oligarquía dominante", que "despreciaba sin compasión" al bajo pueblo.

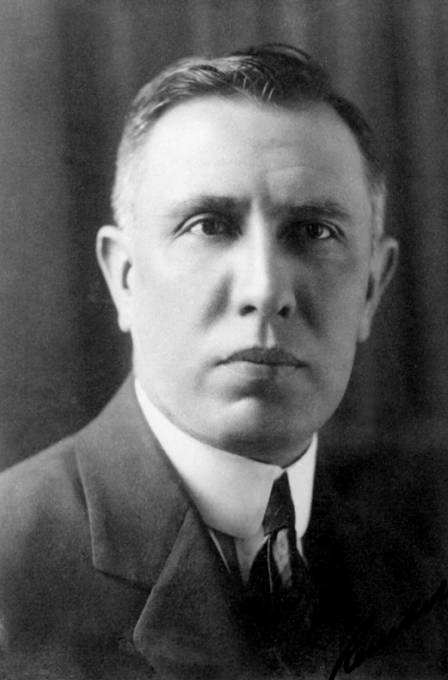
Francisco Antonio Encina, filósofo e historiador fundamental en la trayectoria intelectual del nacionalismo.

Las teorías raciales de Palacios influenciaron en buena medida al prolífico historiador y filósofo Francisco Antonio Encina (Premio Nacional de Literatura, 1951), uno de los miembros fundadores del Partido Nacionalista en 1910. El pensamiento nacionalista del escritor fue bastante popular hasta los años 1960, expresado fundamentalmente en su extensa Historia de Chile desde la Prehistoria hasta 1891 de veinte tomos, y en los ensayos Nuestra inferioridad económica y La educación económica y el liceo, ambos publicados en 1912; por de pronto, muchas de sus ideas raciales se encuentras en La literatura histórica chilena y el concepto actual de la historia, publicada en 1935 y reeditada en 1997 por Editorial Universitaria. Al igual que Palacios, Encina creía que la aristocracia chilena había perdido su espíritu caballeresco e impetuoso por uno banal y descomprometido. Para el historiador, la decadencia de la élite chilena se originó con el triunfo de los liberales en la Guerra civil de 1891 y la imposición de las políticas anti-estatistas del economista libertario Jean Gustave Courcelle-Seneuil, que consistían en rebajar los aranceles y permitir el ingreso de productos y empresas extranjeras, con lo cual se produjo una "decadencia del espíritu empresarial nacional y la entrega del país a las grandes empresas extranjeras". Promovió una política orientada a la educación industrial, puesto que consideraba que el pueblo o "raza" chilenas no eran compatibles con la "educación humanística" (artes liberales) que las elites emulaban a partir del modelo europeo. Sin embargo, el aspecto más comentado de los escritos del autor es el carácter racista de sus escritos: a diferencia de Palacios, Encina ve el mestizaje como un factor negativo en tanto operó en desmedro de la sangre española. Lamenta que el mestizaje destruyó la eventual prosperidad que si tuvieron las colonias europeas en Norteamérica que mantuvieron intacta su sangre europea, mientras que Palacios es favorable a la mixtura étnica del chileno. Así pues, para F. A. Encina, la estratificación de la sociedad criolla y el poder político de la aristocracia tiene una explicación racial: «la sociedad chilena quedó constituida por una gama social, que, en general, coincide con la gama étnica: arriba, el chileno más cargado de sangre española y, abajo, el más cargado de sangre aborigen».

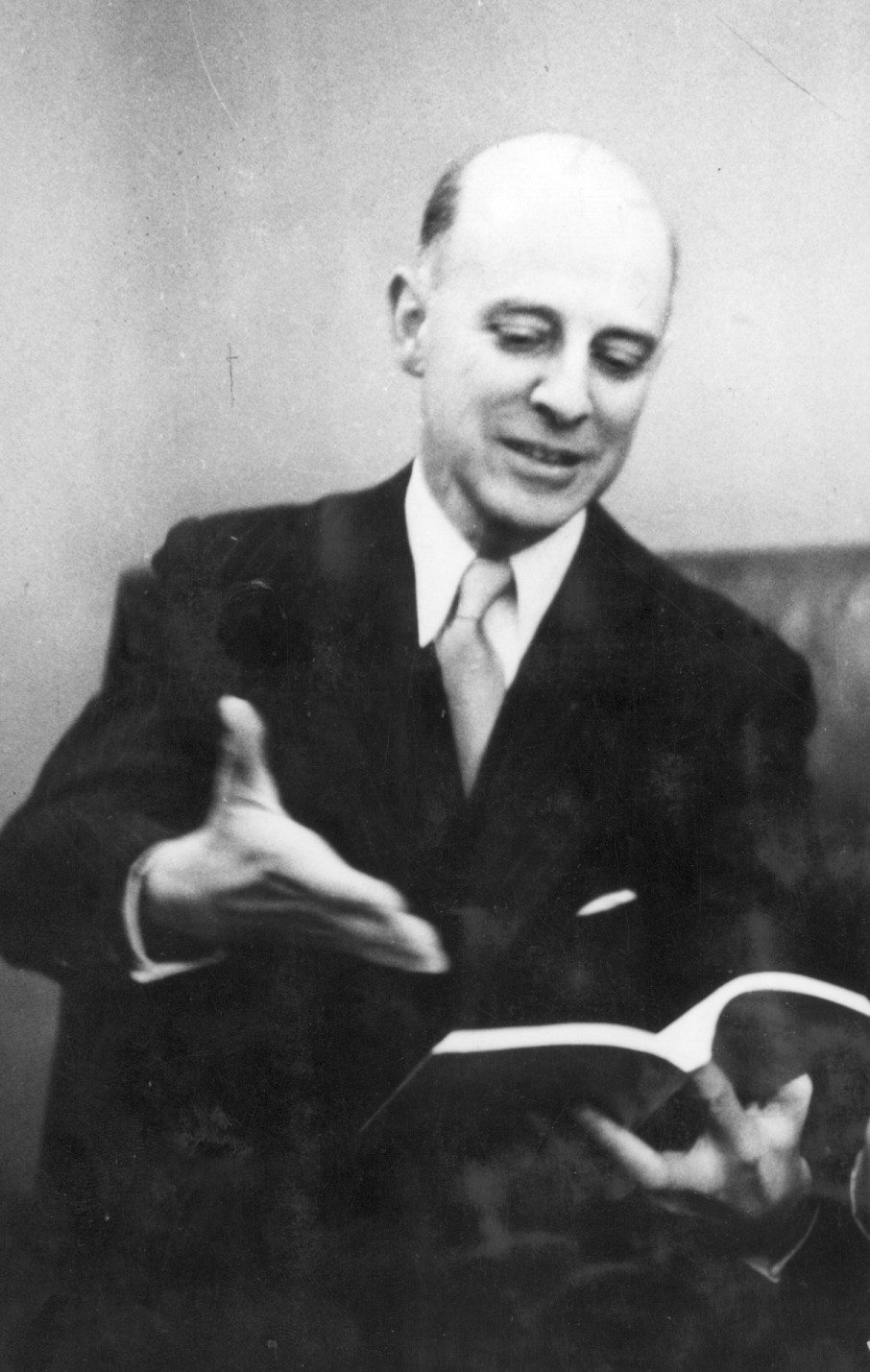
Jaime Eyzaguirre, principal autor de la corriente hispanista dentro del nacionalismo chileno.

Entre los intelectuales que ayudaron a densificar el ideario nacionalista, se incluye al abogado y académico Alberto Edwards con La fronda aristocrática en Chile, un libro que criticaba el aburguesamiento de la aristocracia chilena dada su falta de conexión con la realidad, su incapacidad de reaccionar frente a la crisis y su talante economicista. Edwards criticó duramente al liberalismo en esta libro, acusándolo de desarraigar a la nación de sus tradiciones y de sus valores primigenios. Esta obra estuvo fuertemente influenciada por La decadencia de Occidente del filósofo alemán Oswald Spengler, a quien citaba y estudiaba con detención; los investigadores Renato Cristi y Carlos Ruiz definen a Edwards como un pensador «conservador-revolucionario». Por su parte, el también académico Carlos Keller, alumno directo de Spengler y miembro del Partido Nacista, publicó en 1931 La eterna crisis chilena, un libro de economía política y análisis sociológico que cerró lo que Mario Góngora llamó "la respuesta nacionalista a la crisis". 
Entre los años 1940 y 1960 el nacionalismo chileno se nutrió de muchos conceptos falangistas y corporativistas. Inspirados por los primeros años del franquismo, hubo una variada producción intelectual de corte hispanista. El reputado profesor de derecho Jaime Eyzaguirre publicaba la revista Estudios (1938-1954), de ideología corporativista, nacionalista y fervientemente católica, entre los colaboradores de este medio destacan un joven Mario Góngora y el profesor de derecho Julio Philippi Izquierdo. Por su parte, el teólogo y filósofo tomista Osvaldo Lira publicó sus obras más importantes durante dicha época: Nostalgia de Vázquez de Mella (1942), La vida en torno (1948), Hispanidad y mestizaje, y otros ensayos (1952). El abogado nacionalista Jorge Prat fundó la revista Estanquero en 1948, de fuerte raigambre hispanista y corporativista.
En 1960 surge el Comité Patria y Soberanía, centrado en el estudio de los asuntos geopolíticos y fronterizos de Chile desde una postura realista para la política exterior del país. En este organismo participarían diversos autores ligados al nacionalismo chileno. Además se nutrirían de autores contemporáneos como Exequiel González Madariaga, Oscar Espinosa Moraga y René Peri Fagerström que escribieron sobre la historia de las fronteras de Chile.
El gobierno de Salvador Allende y la victoria del marxismo por vía democrática generó una importante reacción de teóricos e intelectuales que promovían una "revolución de las Fuerzas Armadas" contra el régimen democrático. La literatura golpista de estos años se expresó en cuatro publicaciones: La revista Patria y Libertad (1971-1973; órgano difusor del Frente Nacionalista Patria y Libertad), dirigida por el académico de la Universidad de Chile Pablo Rodríguez Grez; la revista Tacna (1970-1974) dirigida por el académico de la Pontificia Universidad Católica de Chile Sergio Miranda Carrington y el estudiante de Leyes Erwin Robertson; la revista Tizona, dirigida por el catedrático de filosofía Juan Antonio Widow; y la revista Forja (1969-1979; órgano difusor del Movimiento Revolucionario Nacional Sindicalista), propiedad del profesor de cálculo Misael Galleguillos, y en la que participaban nacionalistas como Osvaldo Lira y catedrático Guillermo Izquierdo Araya. Con Augusto Pinochet en el poder, la principal producción intelectual nacionalista recayó en la revista Avanzada (que luego devendría partido político homónimo), el Centro de Estudios Nacionales dirigido por Lucia Pinochet (hija del dictador) y en la publicación del Ensayo histórico sobre la noción de Estado en Chile en los siglos XIX y XX, una feroz crítica al giro hacia el neoliberalismo que había tomado la Junta Militar en Chile, reafirmando además la nacionalidad chilena en la fortaleza del Estado. Este libro fue escrito por Mario Góngora, quien falleció a los tres años de su publicación después tras ser atropellado por una motocicleta en un confuso incidente en las afueras del Campus San Joaquín de la PUC. A partir de los años 1990, el nacionalismo chileno no tuvo intelectuales de renombre ni fueron partícipes del debate público. 
En la actualidad, los académicos Daniel Chernilo, Axel Kaiser, Benjamín Ugalde y Felipe Schwember sitúan al filósofo existencialista Hugo Eduardo Herrera (n. 1974) dentro del nacionalismo chileno. Herrera por su parte prefiere referirse a una « tradición nacional-popular», que, según él, "tuvo su arranque en el breve experimento del Partido Nacionalista de 1915, después en el Partido Agrario Laborista, el Partido Nacional y actualmente en parte de RN." Los investigadores Renato Cristi y Carlos Ruiz lo describen como «uno de los intelectuales más lúcidos e ilustrados de la derecha en la actualidad», pero critican el autoritarismo extremo de autores como Francisco Antonio Encina y Alberto Edwards, a quienes Herrera tiene como referentes intelectuales. El profesor de sociología Daniel Chernilo lo ha tachado de fascista.

## Trayectoria política

### Partido Nacionalista (1915-1920)
Con respecto al nombre del Partido (o Unión) y su fecha de creación no hay una gran claridad. En ciertas fuentes se nombra a una Unión Nacionalista, creada en 1913, que correspondería al Partido Nacionalista, nombre por el cual es más conocido. Otras fuentes citan como año de fundación 1914 o 1915.
Sus principales integrantes fueron Alberto Edwards Vives, Francisco Antonio Encina, Luis Galdames, Tancredo Pinochet y Guillermo Subercaseaux. Subercaseaux escribió el folleto Los ideales nacionalistas ante el doctrinarismo de nuestros partidos políticos históricos (1918) que resume las ideas centrales del partido. Muchos de ellos habían esbozado previamente críticas y plan de acción, como Encina en Nuestra Inferioridad Económica y La educación económica y el liceo (ambos de 1912).
La propuesta pragmática era la instauración de un Estado fuerte inspirado en el Estado portaliano, mediante un gobierno promoviera una mayor intervención del Estado en la actividad económica nacional, o sea, un abandono del laissez-faire de la época; protección de la industria nacional; nacionalización de los recursos naturales y de la banca; separación de la Iglesia y el Estado; reformas sociales para mejorar las condiciones de vida de los chilenos de estratos medio y bajo; y el cambio de orientación de la educación hacia una enseñanza técnica y mayor énfasis en los valores nacionales.

### Influencia y recepción del fascismo (1932-1945)
Durante los años 1930 y 1940 el auge del fascismo en Europa se dejó sentir en algunos grupos nacionalistas chilenos.

#### Matanza del Seguro Obrero

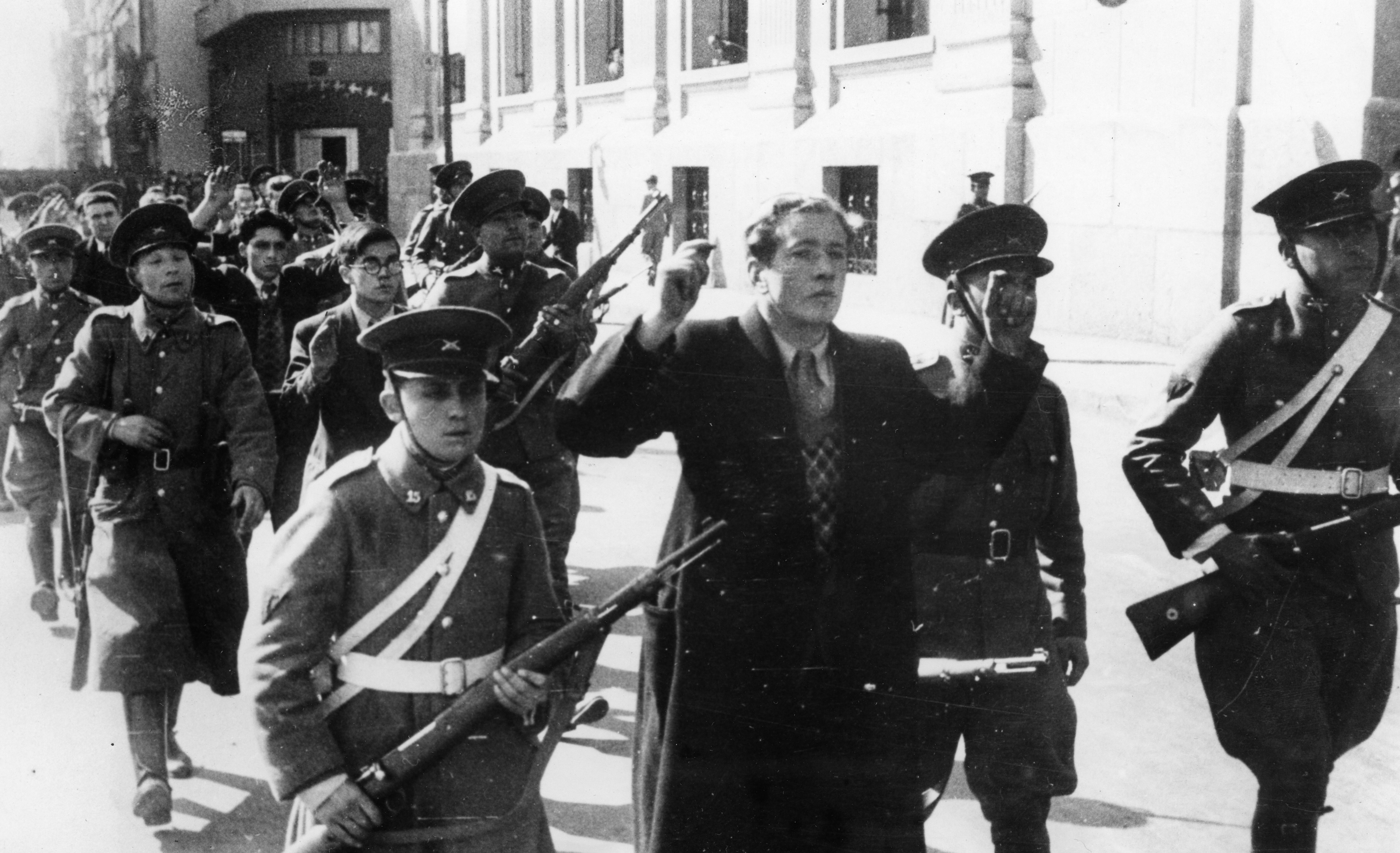
Carabineros de Chile sofoca la insurrección nacista durante la Matanza del Seguro Obrero.

#### Movimiento Nacional-Socialista de Chile (1932-1938)
A poco de ser fundado, este grupo logró penetrar en sindicatos, además de grupos de las clases media y alta de Chile, contando en 1935 con más de 20 000 militantes a lo largo del país, principalmente en las grandes ciudades y en el sur de Chile, y con importante presencia en federaciones estudiantiles universitarias, llegando incluso a ocupar la presidencia de la FECH. Asimismo, el MNS encontró inicialmente apoyó en la comunidad alemana residente en Chile y en la comunidad germanodescendiente, aunque con el tiempo este vínculo se disipa en la medida que el partido transita hacia posiciones ideológicas propias del nacionalismo chileno, llegando a cuestionar la no asimilación de las colonias dentro de la nacionalidad chilena.
Participó sin éxito en las parlamentarias de 1932 y en las elecciones municipales de 1935. En las elecciones parlamentarias de 1937 logró elegir a tres diputados: Jorge González von Marées por Santiago, Fernando Guarello Fitz-Henry por Valparaíso y Gustavo Vargas Molinare por Temuco. En cambio, Carlos Keller fue derrotado en su postulación por Osorno. Obtuvieron en total 14 564 votos a nivel nacional.
Pese al rechazo que generaron en el Congreso Nacional y al pronto desafuero de González, los nacistas participaron activamente en algunos proyectos de ley como la creación de lo que sería la Corporación de Fomento de la Producción (Corfo), un impuesto extraordinario a las empresas estadounidenses encargadas de extraer cobre en Chile, el derecho para el voto femenino, la suspensión del pago de la deuda externa y la creación de la zona económica exclusiva en el océano Pacífico.

#### Grupos fascistas posteriores (1938-1945)
Luego de la Matanza, la dirección del Partido Nacista (comandada por Jorge González von Mareés) giró bruscamente hacia la izquierda, acercándose al Frente Popular de Pedro Aguirre Cerda. Esto hizo que en 1938, el ex-nacista Raúl Olivares fundase el Partido Nacional-Fascista, que mantuvo la línea antisemita y fascista del anterior. El grupo de Olivares se fusionaría con el proyecto del profesor universitario Guillermo Izquierdo Araya creando el Movimiento Nacionalista de Chile, que a su vez se transformó en el Partido Unión Nacionalista de Chile, esta vez dirigido por el académico Juan Gómez Millas. Todas estas agrupaciones, de abierta tendencia fascista, desaparecieron en 1945, cuando el fin de la Segunda Guerra Mundial los dejó sin referentes políticos.

### Partido Agrario Laborista

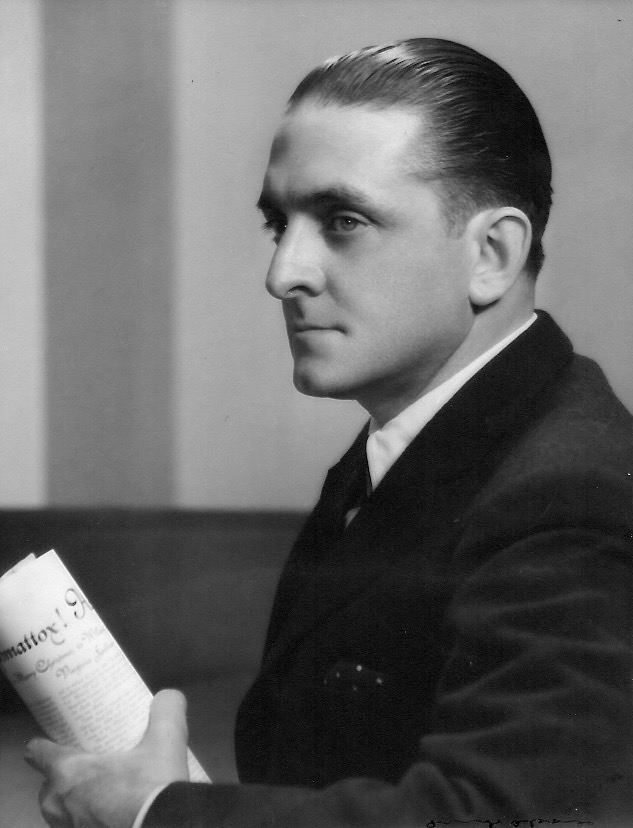
Jaime Larraín García-Moreno, primer presidente del PAL.

El Partido Agrario Laborista (PAL) fue un partido político chileno de derecha, de ideología nacionalista y corporativista fundado el 7 de septiembre de 1945. Surgió a partir de la fusión del Partido Agrario con la Alianza Popular Libertadora (APL). Contó además con la presencia de elementos del Movimiento Nacionalista de Chile (MNCh). En 1948 integró la denominada Falange Radical Agrario Socialista (FRAS). En las elecciones parlamentarias de 1949 logró catorce diputados y cuatro senadores. En 1952 apoyó la candidatura presidencial de Carlos Ibáñez del Campo, y cuando este resultó electo, los invitó a participar en su gobierno junto a los socialistas.
En 1954, un grupo disidente del partido formó el Partido Agrario Laborista Recuperacionista (PAL-R). En 1958 se producen importantes divisiones, debido a que un sector mayoritario del partido apoyó la candidatura presidencial del demócrata cristiano Eduardo Frei Montalva y otro la del independiente Jorge Alessandri Rodríguez.
Finalmente, en octubre de 1958 el PAL se fusionó con el Partido Nacional (de 1956), dando paso al Partido Nacional Popular (Panapo). Cercano a las elecciones parlamentarias de 1961, el PAL se dividió nuevamente, y un grupo ingresó al Partido Demócrata Cristiano (PDC) y otro grupo de militantes se fusionó con el Partido Democrático dando origen al Partido Democrático Nacional (Padena). En 1963 algunos militantes realizaron un esfuerzo para unificar el PAL, pero en las elecciones parlamentarias de 1965 el partido no obtuvo resultados óptimos y dejó de tener existencia según las leyes electorales vigentes.

### Pratismo(años 1960)

#### Acción Nacional
Acción Nacional fue fundado por Jorge Prat Echaurren, Sergio Onofre Jarpa y Tobías Barros Ortíz el 15 de noviembre de 1963, quedando su directiva constituida por Sergio Onofre Jarpa como presidente y Renato Maino Schiavetti como secretario. Fue legalizado por la Dirección del Registro Electoral el 8 de febrero de 1964. El partido pretendía levantar la candidatura de Prat para la elección presidencial de 1964, pero ésta fue depuesta el 26 de abril de 1964.
Algunos de los militantes de Acción Nacional fueron Mario Arnello Romo, Sergio Miranda Carrington, y Hugo Gálvez. El grupo integró también a antiguos partidarios del fallecido presidente Carlos Ibáñez del Campo (ibañistas) y a los miembros del Movimiento Revolucionario Nacional Sindicalista (MRNS), que al no tener existencia legal, tenían más dificultades para competir electoralmente.

### Unidad Popular

#### Frente Nacionalista Patria y Libertad

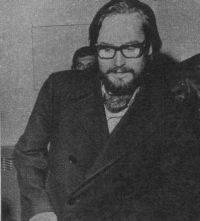
Roberto Thieme, secretario general del movimiento Patria y Libertad.

El Frente Nacionalista Patria y Libertad (FNPL), también conocido solamente como Patria y Libertad (PyL), fue una organización paramilitar chilena de extrema derecha, de ideología fascista y ultranacionalista formada el 1 de abril de 1971 para oponerse mediante violencia política, sabotaje y terrorismo al gobierno socialista de Salvador Allende y a la Unidad Popular.
Su origen se remonta al 10 de septiembre de 1970, cuando Pablo Rodríguez Grez formó el "Movimiento Cívico Patria y Libertad" para impedir la elección de Salvador Allende en el Congreso, el cual originó el movimiento que se opuso al gobierno de Allende hasta su disolución en 1973 tras el golpe de Estado.
En junio de 1973, el grupo intentó dar un golpe de Estado contra el gobierno de Allende pero fracasó, en un suceso conocido como el Tanquetazo. En julio de 1973, recibió órdenes de la Armada chilena, que se oponía a la Doctrina Schneider de adhesión militar a la Constitución, para sabotear la infraestructura de Chile. La colaboración entre el FNPL y las Fuerzas Armadas chilenas se incrementó tras la fallida huelga de octubre de 1972, que pretendía derrocar la administración de Allende. De acuerdo con los sectores opositores a Allende en el ejército, el grupo asesinó el 26 de julio de 1973 al ayudante naval de Allende, Arturo Araya Peeters. El primer sabotaje se cometió ese mismo día. Otros incluyen la creación de un corte de energía mientras Allende era transmitido por televisión.

#### El Partido Nacional

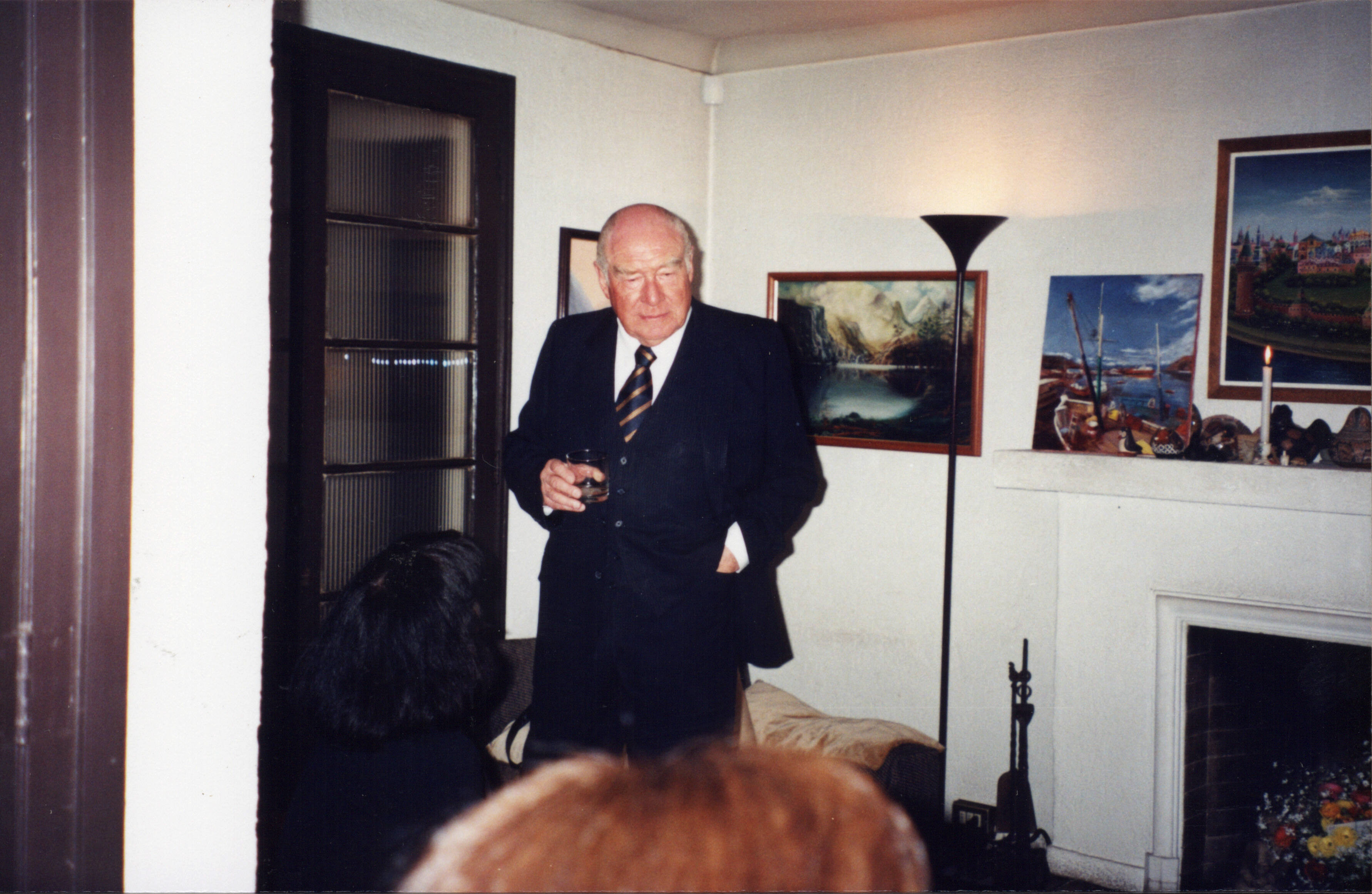
Sergio Onofre Jarpa, político nacionalista que fusionó los partidos de derecha con el suyo (Acción Nacional), formando el Partido Nacional, que presidió hasta 1973.

En las elecciones parlamentarias de 1965, el Partido Liberal y el Partido Conservador estaban en una profunda crisis electoral, obteniendo 6 y 3 diputados respectivamente frente a los 82 de la Democracia Cristiana, los 20 del Partido Radical y los 18 del Partido Comunista. Resultados que dejaban a la derecha prácticamente sin participación. En este contexto, los políticos nacionalistas Jorge Prat, Mario Arnello y Sergio Onofre Jarpa, quienes provenían de Acción Nacional, redactan las Declaración de Principios de un nuevo "Partido Nacional", uniendo a la derecha en un proyecto nacionalista que hizo suyo el anticomunismo de los partidos de derecha en decadencia.

##### Propuestas
El Partido Nacional pretendía diferenciarse de los partidos de izquierda y de centro renunciando a adoptar ideologías extranjeras como el socialismo o la democracia cristiana, proclamando que su ideario es de carácter nacional. Sus fuentes doctrinarias han sido identificadas por ciertos autores como el conservadurismo,  el liberalismo, la idea de decadencia y el nacionalismo. El ideal social del partido era de carácter conservador, renuente a las propuestas de los partidos de izquierda de visualizar a la sociedad a partir de una lucha de clases, mientras que en lo económico, propugnaban una doctrina económica de carácter liberal, no según el ideario neoliberal de los Chicago Boys, sino más bien al proyecto económico realizado durante la presidencia de Jorge Alessandri, al que denominan economía social de mercado.[cita requerida]
La idea de decadencia era el resultado de la visión del partido de la historia nacional, siguiendo a autores como Francisco Antonio Encina y Alberto Edwards, en el que consideraban al estado portaliano como el hecho central de la historia de Chile y como un ideal al que había que regresar, caracterizado por un gobierno fuerte, jerárquico, con sentido del orden y progreso, que habría permitido el desarrollo de Chile durante el siglo XIX. Este ideal se habría visto debilitado desde la Guerra Civil de 1891 y acentuado durante el curso del siglo XX,  cuyas expresión son la cesión de la Patagonia, el debilitamiento de la elite dirigente, la ineficiencia del parlamentarismo y de los partidos políticos, la decadencia de la política externa, el desinterés por el territorio y las fuerzas armadas, la creciente burocratización, y finalmente el surgimiento de partidos marxistas que, a juicio del Partido, responden a ideales e intereses extranjeros, que dañan el ideal de nacionalidad e intentan imponer la división entre los chilenos.
El nacionalismo es herencia del pensamiento de Jorge Prat y su partido Acción Nacional, aunque no considera al estado como un fin en sí mismo, sino como un medio para desarrollar las expectativas del hombre. La nación para el Partido, la Nación estaría constituida de cuatro elementos, el pueblo, la geografía del país, la soberanía y la tradición, con el nacionalismo como la idea que une y moviliza al pueblo a precisar su identidad y a refirmar su presencia internacional.
Como objetivo nacional, el Partido: 

Pretende ser un movimiento rectificador, porque cuan a fondo debe rectificarse la política chilena; cuan a fondo deben reformarse los instrumentos constitucionales, políticos, y cuan a fondo deben ser cambiados de cauce tanto la concepción de la política como los hábitos políticos de más de medio siglo; y también, cuan  de raíz hay que detener y desarraigar las amenazas colectivistas y totalitarias que el marxismo y la democratacristiana amientan en Chile.

El partido le concede una importancia gravitante a la idea del trabajo como base progreso nacional e individual, advirtiendo que “quien no cumple con sus deberes no puede reclamar derechos, quien cumple con sus deberes no puede ser despojado de sus derechos”. Sobre la importancia del trabajo, el partido hace una autocrítica de los intereses de la antigua derecha política, que advertían había defendido los intereses de la derecha económica. En vez de intentar defender a los grupos empresariales, el partido se presentó a sí mismo como un defensor de las clases medias, que consideraban “el estrato fundamental de la sociedad chilena”. Frente a las clases trabajadoras, su discurso se dirigía en el sentido de elevarlas a la condición de clase media, y no proletarizándolos, que acusaban era el objetivo de los partidos de izquierda.
A diferencia del Partido Conservador, el Nacional se definió a sí mismo como no confesional, “aunque se inspira en los valores espirituales de la civilización cristiana occidental”, lo que da cuenta del alejamiento de los sectores de la derecha política con la iglesia católica, que había pasado a dar su apoyo al sector democratacristiano.

### El nacionalismo chileno en la actualidad (1990-presente)
Luego de la disolución de Avanzada Nacional, no hubo proyectos nacionalistas que rindieran frutos en el campo político, sus miembros se unieron a Unión de Centro Centro, el cual fue un partido que aglutino a los nacionalistas de Renovación Nacional y otros movimientos de ese tipo. El movimiento skinhead hace resurgir grupúsculos como el Frente Orden Nacional, Patria Nueva Sociedad o el Movimiento Nacional Socialista de los Trabajadores Chilenos (todos disueltos), quienes tendían más hacia el nazismo de los años 1930.
El investigador Julio Cortés Morales ha señalado que en la actualidad el único grupo propiamente nacionalista es el colectivo neofascista Movimiento Social Patriota (2017-). Este grupo está enfocado en la publicación de autores como Alain de Benoist, Alberto Buela o Diego Fusaro, y en la difusión de ideas ultranacionalistas, ultraconservadoras y nacionalpopulistas. Parte de su militancia pasó al Partido de la Gente, en donde forman parte del sector nacionalista liderado por el actual diputado Gaspar Rivas, quien fue presidente del Movimiento Social Patriota hasta el estallido social. Rivas termina siendo expulsado del Partido de la Gente tras propiciar la elección de Karol Cariola -a quien los "social-patriotas" habían acosado años antes- como presidenta de la Cámara de Diputados de Chile, y su relación actual con el nacionalismo no es clara.

## Autores nacionalistas

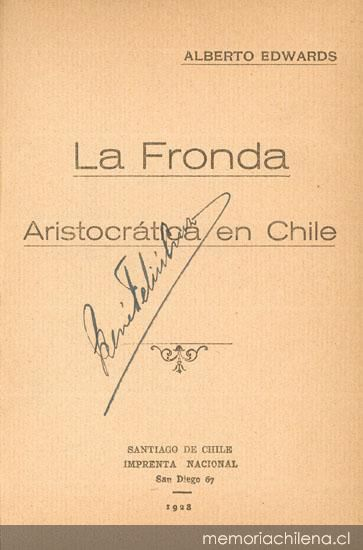
La fronda aristocrática en Chile (1927).

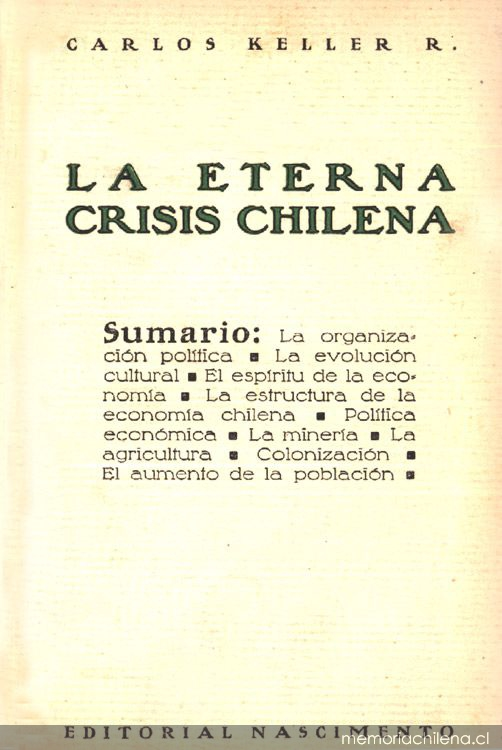
La eterna crisis chilena (1931).

### Generación del centenario (años 1910 y 1930)
- Nicolás Palacios, ensayista.
- Francisco Antonio Encina, historiador.
- Carlos Keller, economista, filósofo y sociólogo.
- Alberto Edwards, historiador.
- Luis Galdames Galdames, historiador.
- Tancredo Pinochet, periodista.
- Alejandro Venegas, periodista.

### Generación del nacionalismo fascista (1930-1945)
- Guillermo Izquierdo Araya, jurista.
- Miguel Serrano Fernández, novelista/diplomático.
- Joaquín Edwards Bello, cronista.
- Tito Mundt, cronista.

### Generación hispanista (años 1940 y 1960)
- Gonzalo Vial, historiador.
- Osvaldo Lira, filósofo-teólogo.
- Jaime Eyzaguirre, historiador.
- Jorge Prat, periodista.

### Nacionalismo "a la caza de las Fuerzas Armadas" (1969-1974)
- Sergio Miranda Carrington, jurista.
- Erwin Robertson, historiador.
- Juan Antonio Widow, filósofo.
- Pablo Rodríguez Grez, jurista.

### Nacionalistas durante la dictadura militar de Augusto Pinochet (1974-1990)
| - Mario Arnello, jurista. - Carlos Cruz-Coke, jurista. - Arturo Fontaine Aldunate, jurista. - Héctor Herrera Cajas, historiador. - Patricia Arancibia Clavel, historiadora. - Gisela Silva Encina, historiadora. - Juan Antonio Widow - Pablo Rodríguez Grez - Sergio Miranda Carrington - Osvaldo Lira | - Miguel Serrano Fernández, filósofo y novelista. - Mario Góngora, historiador. - Pedro Godoy Perrín, educador. - Erwin Robertson - Gonzalo Vial - Guillermo Izquierdo Araya - Roberto Thieme |

### Nacional-populares (2000-presente)
- Hugo Eduardo Herrera,[23][24][58] filósofo.
- Carlos Videla,[59] ensayista.
- José Ignacio Vásquez,[60] jurista.